# Aroldo di Gloucester
Aroldo di Gloucester (... – Gloucester, 17 marzo 1168) è venerato come santo ma non è ufficialmente riconosciuto dal Vaticano.
Secondo i monaci benedettini locali venne assassinato ritualmente dagli ebrei di Gloucester, in Inghilterra, nel 1168. Queste affermazioni tuttavia sorsero all'indomani della circolazione del primo caso di accusa del sangue in seguito all'omicidio irrisolto di Guglielmo di Norwich. Un culto cristiano e la venerazione di Aroldo vennero così promossi nella cittadina, ma non ebbero mai seguito e terminarono poco dopo.

## Agiografia
Apparentemente il corpo di Aroldo venne trovato galleggiante in un fiume. Secondo Anna Sapir Abulafia, i monaci benedettini locali hanno utilizzarono la scoperta per affermare che "il bambino era stato portato via dagli ebrei il 21 febbraio per torturarlo a morte la notte del 16 marzo". Hanno proceduto a identificare i segni sul corpo che avrebbero dovuto suggerire che il bambino fu costretto a indossare una corona di spine ed era stato soggetto a una qualche forma di crocifissione, tutte caratteristiche della mitologia creata intorno alla morte di Guglielmo di Norwich nella Pasqua del 1144.La storia venne accreditata perché gli ebrei si erano apparentemente riuniti a Gloucester in quel momento per una cerimonia di circoncisione brit milà, e lo spargimento rituale del sangue di un bambino durante la circoncisione era simbolicamente legato nella mente dei cristiani alla Crocifissione. Gli eventi sembrano essersi verificati vicino alla Pasqua, sebbene le incongruenze nei giorni e nelle date fornite nelle fonti suggeriscano una confusione sull'anno in cui sono accaduti gli eventi, il che potrebbe implicare un "tentativo fallito di forzare le date per adattarsi al calendario liturgico cristiano". Non ci sono prove che nessun ebreo sia mai stato arrestato o accusato del crimine, il che suggerisce che le affermazioni siano iniziate come nient'altro che speculazioni dopo il ritrovamento del corpo del bambino scomparso. L'accusa contribuì a convincere gli ebrei di Gloucester a prestare denaro per finanziare Riccardo di Clare, noto come "Strongbow", nella sua conquista dell'Irlanda.
La storia si è rafforzata nelle rivisitazioni successive, ma il tentativo di stabilire un culto di Aroldo sembra non aver mai avuto successo poiché non venne mai ufficialmente supportato e si estinse molto prima della Riforma.

## Contesto e significato
Fa parte di un piccolo gruppo di santi non ufficiali inglesi del XII secolo con caratteristiche simili: erano tutti ragazzi trovati misteriosamente morti e tutti acclamati come martiri di presunte pratiche anticristiane tra gli ebrei. Le ipotesi contemporanee fatte sulle circostanze della loro morte si sono evolute nell'accusa del sangue, e quelle seguite alla morte di Aroldo arrivarono dopo il caso di Guglielmo di Norwich nel 1144.  Inoltre le storie create sulla morte di Aroldo fecero probabilmente da seguito ad affermazioni simili nel caso di Roberto di Bury. Il fenomeno culminò nei processi e nelle esecuzioni causate dalla morte di Ughino di Lincoln.
Secondo lo storico Joe Hillaby, la storia di Aroldo non fu mai ampiamente diffusa ed era molto meno conosciuta di quella di Guglielmo di Norwich, ma era di fondamentale importanza perché stabilì che la mitologia creata intorno alla morte di Guglielmo poteva essere usata come modello per spiegare le morti successive. Per la prima volta una morte inspiegabile di un bambino avvenuta vicino alla festa di Pasqua fu arbitrariamente collegata agli ebrei locali da uomini di chiesa cristiani: "hanno stabilito uno schema rapidamente ripreso altrove. Nell'arco di tre anni venne presentata la prima accusa di omicidio rituale in Francia".